# أن 94
AN 94
وتدعى أحيانا ()وهي عبارة عن بندقة هجومية روسية متطورة، تم تطويرها من قبل (Avtomat Nikonova) بعد المصمم الرئيسي لهذا السلاح (Gennadiy Nikonov) موديل 1994
اعلنت الحكومة الروسية بشكل رسمي ان ال (AN 94) هي الوريث والبديل إلى السلسلة الأسطورية لبنادق الكلاشينكوف بعد متابعة مشروع ال() وتجاربه الخاصة على طول الثمانينات من القرن الماضي والتي اثبتت فعالية هذا السلاح وخسارة منافسيه من الأسلحة الهجومية من طراز (AEK-971)
```
(AKB-1والوريثة للقب الأسطورة الهجومية AK-107). وكانت من تصميم العالم Gennadiy Nikonov وتم التطوير والتحسين للصفات والفعالية لل() على يد (Avtomat Nikonova).
```

Nikonov قام بتزويد الحكومة الروسية بالإصدار العام لهذا السلاح في عقر دار مصانع والتي تعتبر البيت التلقليدي لبندقية الكلاكشينكوف الهجومية.
ان القوة لهذا السلاح تكمن في قدرتة العالية على صدم الارتداد الحاصل من انطلاق الرصاصة من خرطوشة وحتى مغادرتها للسبطانة السلاح ليس فقط بالرمي المفرد وانما بالنمط الآلي أيضا. وينتج عن ذلك قوة تركيز نيران هائلة على الهدف وتخدم المقاتل خدمة عظيمة تحت شروط المقاتلة الضدية وتجعلة أكثر قابلية لضرب الهدف بسرعة ودقة أكثر من مثيلاتها من البنادق الهجومية.
ولهذه البندقية خاصية فريدة في الإطلاق الالي وهوة نمط الالي لطلقيتن معا، حيث تتم عملية الإطلاق للرصاصة الأولى وتتبعها الرصاة الثانية بدون رد فعل يذكر على السلاح ويتيح هذا النمط من الإطلاق ضرب نفس النقطة مرتين وفي آن واحد وتستغل هذه الخاصية في الكثير من الحالات. على سبيل المثال في ثقب الدروع الشخصية وباعت الحكومة الكويتية السلاح لروسيا .